# Хусам Ал-Халиди
Хусам Ал-Халиди е иракски бизнесмен и спортен функционер. Най-известен като собственик на Асмарал – първия частен фуболен клуб в Русия. Притежава и британско гражданство.

## Биография
Роден е на 28 октомври 1955 г. в Багдад в семейство на предприемачи. Учи в училища в Иран и Ливан, преди да замине със сестра си за Москва. Там Ал-Халиди завършва Московски държавен университет и се дипломира като журналист.
През 1990 г. Ал-Халиди закупува сателитния тим на Спартак Москва Красная Пресня и на неговата база основава Асмарал, което е съкращение от името на трите му деца – Асил, Мариам и Алан. За две години клубът стига от долните дивизии до Висшата лига на Русия. В тима играят имена като Юрий Гаврилов, Кирил Рибаков, Денис Клюев. От Асмарал тръгват Сергей Семак, Александър Точилин, Ансар Аюпов. През 1993 г. Асмарал изпада и не се завръща в елита до края на съществуването си.
След фалита на Асмарал през 2003 г. Ал-Халиди изчезва безследно. Предполага се, че е бил убит през 2005 г.